# Vasco da Gama (nau de 1792)
A Vasco da Gama foi uma nau que serviu a Marinha Portuguesa, entre 1792 e 1822. Foi o primeiro navio de guerra português com este nome, sendo a predecessora de outros quatro navios homónimos, o último dos quais, a atual fragata NRP Vasco da Gama. Em 1822 passou a fazer parte da nova Marinha do Brasil.
A Vasco da Gama foi construída no Arsenal Real da Marinha em Lisboa, sendo lançada ao mar em 1792. O seu nome seguiu a nova política da Marinha Portuguesa em baptizar os seus navios com nomes de heróis ou personalidade históricas ao invés de nomes de santos como era, até aí, tradição.
Entre 1793 e 1794, comandada pelo capitão de mar e guerra marquês de Niza, faz parte da esquadra portuguesa enviada para o canal da Mancha em auxílio do Reino Unido.
Em 1807 a nau foi enviada para o Brasil acompanhando a Família Real Portuguesa.
Em 1816 participou na campanha do Rio da Prata e na expedição a Montevideu.
Por altura da independência do Brasil, a Vasco da Gama encontrava-se fundeada no porto do Rio de Janeiro. Foi, nessa altura integrada na nova Marinha do Brasil, constituindo parte do seu núcleo inicial de navios. Na Marinha do Brasil, serviu até 1826 altura em que foi transformada em navio depósito.